# Internal exile
Internal exile, A collection of boys own stories is het tweede studioalbum van Fish als soloartiest. De reden van de breuk tussen Fish en zijn voormalige muziekgroep Marillion is duidelijk te horen op dit album. Terwijl Fish blijft hangen in de oude Marillionstijl, bewoog Marillion zich meer en meer richting artrock. Zonder dat het een conceptalbum is, is er weer een centraal thema: de ervaringen van de zanger zelf. Ook zijn vorige platenlabel kreeg een veeg uit de pan.
De muziek is een mengeling van progressieve rock met folk met name in de titelsong. De titel Internal exile verwijst naar het feit dat Fish zich een banneling in eigen land voelde. Hij is/was Brit, maar voelde zich Schot. Hij was/is voorstander van een (meer) onafhankelijk Schotland. Hij staat daarom als Schot afgebeeld op de platenhoes. Het nummer Credo over globalisering en de negatieve bijeffecten, zou uitgroeien tot een blijvertje, dat constant gespeeld werd tijdens tournees na dit album. Het album werd geproduceerd door Chris Kimsey, ooit de producer van Marillions debuutalbum Script for a jester's tear. Fish refereert daar ook aan: 
No surrender: The jester is dead, long live the jester.
Het nummer Just good friends is ook opgenomen als duet met Sam Brown
Het album verkocht aanmerkelijk minder dan zijn voorganger. In Engeland haalde het “slechts” drie weken albumlijst met een hoogste plaats 21. In Nederland haalde het zeven weken met hoogste notering plaats 28. het album is opgedragen aan Tara Rowena Dick (1991), dochter van Fish en Tamara.

## Musici
- Fish (Derek W. Dick) -zang
- Mickey Simmonds – toetsinstrumenten
- Robin Boult & Frank Usher – gitaar
- David Paton – basgitaar (van Bay City Rollers en Pilot)
- Ethan Johns – slagwerk en percussie, behalve op Tongues en Internal exile: Ted McKenna
- David Paton, Chris Kimsey, Robin Boult: achtergrondzang
- Maryen Cairns: achtergrondzang
- Charlie McKerron: fiddle
- Marc Duff - fluiten
- Donald Shaw: accordeon (van Capercaillie)

## Muziek
| Nr. | Titel                                                    | Duur |
| --- | -------------------------------------------------------- | ---- |
| 1.  | Shadowplay (Dick, Simmonds)                              | 6:23 |
| 2.  | Credo (Dick, Simmonds, Boult, Usher)                     | 6:40 |
| 3.  | Just good friends (close) (Dick, Simmonds, Boult, Usher) | 6:00 |
| 4.  | Favourite stranger (Dick, Usher)                         | 5:58 |
| 5.  | Lucky (Dick, Simmonds, Boult)                            | 4:50 |
| 6.  | Dear friend (Dick, Simmonds, Boult)                      | 4:08 |
| 7.  | Tongues (Dick, Simmonds, Usher, Boult)                   | 6:22 |
| 8.  | Internal exile (Dick, Simmonds, Boult)                   | 4:45 |
| 9.  | Something in the air (Speedy Keen)                       | 5:08 |

Bij heruitgave verviel de laatste track en werd vervangen door

| Nr. | Titel                                                       | Duur |
| --- | ----------------------------------------------------------- | ---- |
| 9.  | Poet’s moon (Dick, Simmonds)                                | 4:26 |
| 10. | Something in the air (Keen)                                 | 5:08 |
| 11. | Carnival man (Dick, Simmonds, Boult, McKenna, Usher, Paton) | 6:25 |